# Dalechampia denticulata
Dalechampia denticulata là một loài thực vật có hoa trong họ Đại kích. Loài này được C.Wright ex Griseb. mô tả khoa học đầu tiên năm 1865.